# Henrique da Rocha Lima
Henrique da Rocha Lima (Rio de Janeiro, 24 de novembro de 1879 — São Paulo, 26 de abril de 1956) foi um médico sanitarista, patologista e bacteriologista brasileiro. Ele descobriu o causador da doença tifo, a bactéria Rickettsia prowazekii.
Henrique da Rocha Lima, recebeu diploma de médico na Escola de Medicina de Rio de Janeiro em 1905. Ele foi um dos fundadores do Instituto Oswaldo Cruz, onde ele trabalhou com outros pesquisadores brasileiros famosos, como o próprio Oswaldo Cruz, Adolfo Lutz e Carlos Chagas.
Rocha Lima desenvolveu uma carreira internacional na pesquisa médica. No Brasil, ele foi um grande cientista e líder educacional, tendo participado da fundação da Escola de Medicina de São Paulo e da Universidade de São Paulo. Rocha Lima também foi presidente da Sociedade Brasileira para o Progresso da Ciência.
Recebeu muitos prêmios e distinções, como a Cruz de Ferro, a mais alta condecoração alemã, a Medalha de Benemerência do Papa Pio XI e a Medalha Bernhard Nocht.
Henrique da Rocha Lima é o patrono do Centro Acadêmico da Faculdade de Medicina de Ribeirão Preto-USP, o Centro Acadêmico Rocha Lima, e também da Associação Atlética Acadêmica Rocha Lima (AAARL) da mesma faculdade.